# موزه دولتی هسن در دارمشتات

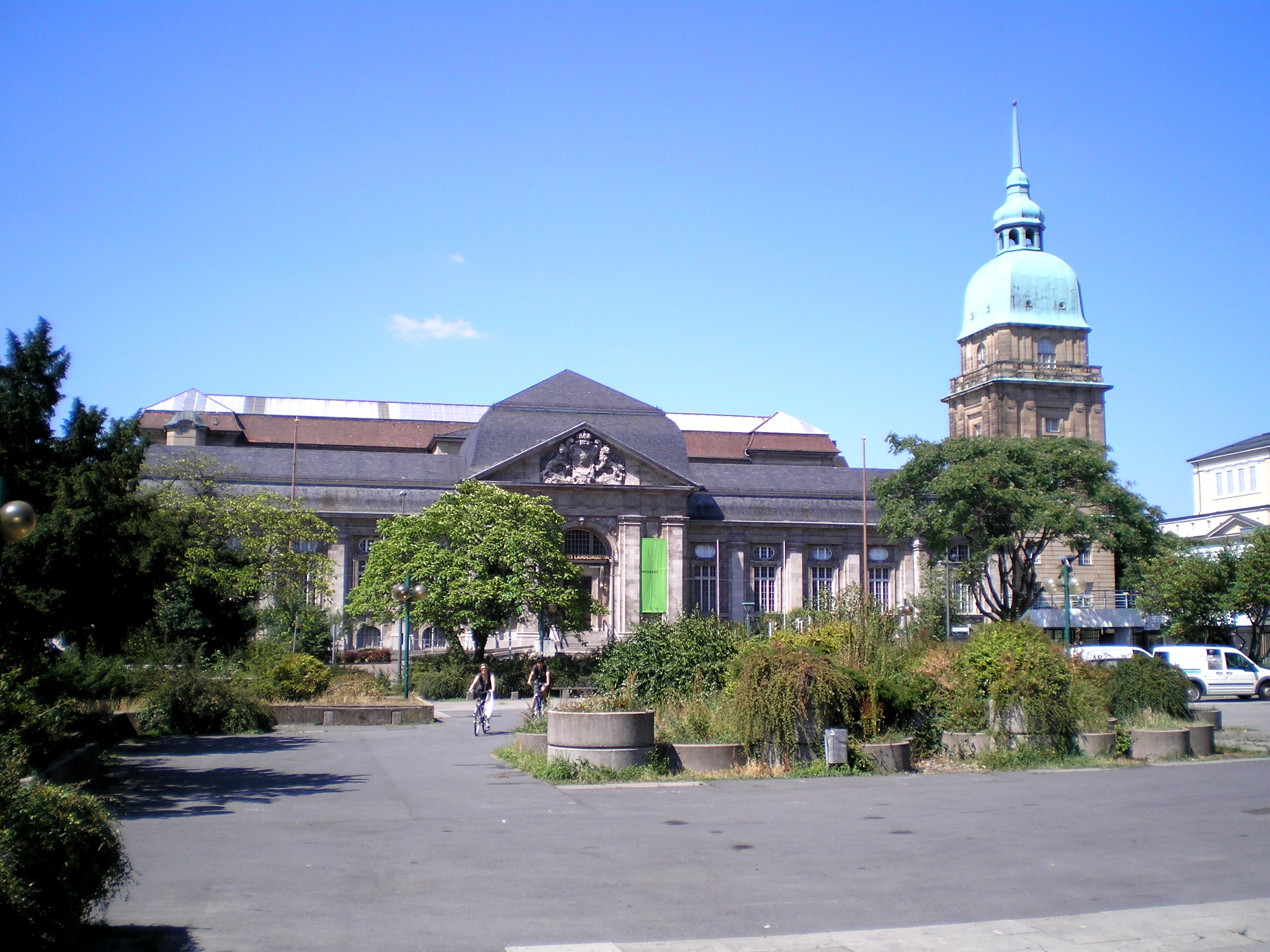
ساختمان موزه

موزه دولتی هسن در دارمشتات (به آلمانی: Hessisches Landesmuseum Darmstadt) یک موزۀ چند رشته‌ای بزرگ در دارمشتات، آلمان است. این موزه در در سال ۱۸۲۰ میلادی با اهدای مجموعه‌هایی خانوادۀ حاکم دولت محلی، که بعداً به عنوان دوک‌نشین بزرگ هسن شناخته می‌شد، تأسیس شد. ساختمان اصلی کنونی در سال ۱۸۹۷ میلادی ساخته شده‌است و در سال ۱۹۸۰ میلادی تا حد زیادی گسترش یافته‌است. این موزه از سال ۲۰۰۷ تحت بازسازی اساسی بود و پس از آن در ۱۳ سپتامبر ۲۰۱۴ میلادی مجدداً بازگشایی شد.
این موزه به‌ویژه به‌خاطر مجموعه‌های هنری‌اش، از جمله «زاغی روی چوبه‌دار» اثر پیتر بروگل مهتر، و یک پلاک از مجموعهٔ عاج‌های ماگدبورگ (حدود ۹۶۸ میلادی)، شناخته‌شده است. همچنین مجموعه‌هایی غنی از اشیاء آر نُوو از چندین کشور و نقاشی‌های آلمانی، هلندی و فلاندری وجود دارد.
این موزه همچنین دارای یک مجموعۀ مهم تاریخ طبیعی است. به عنوان مثال می‌توان از فسیل‌هایی از گودال میسل، که در نزدیکی دارمشتات واقع شده، و یک ماستودون آمریکایی تاریخی، که توسط یوهان یاکوب کاوپ طبیعت‌شناس اهل دارمشتات خریداری شده‌‌است، نام برد.